# Leonard (Dakota del Norte)
Leonard es una ciudad ubicada en el condado de Cass en el estado estadounidense de Dakota del Norte. En el censo de 2010 tenía una población de 223 habitantes y una densidad poblacional de 115,42 personas por km².

## Geografía
Leonard se encuentra ubicada en las coordenadas 46°39′8″N 97°15′00″O / 46.65222, -97.25000. Según la Oficina del Censo de los Estados Unidos, Leonard tiene una superficie total de 1.93 km², de la cual 1.93 km² corresponden a tierra firme y (0%) 0 km² es agua.

## Demografía
Según el censo de 2010, había 223 personas residiendo en Leonard. La densidad de población era de 115,42 hab./km². De los 223 habitantes, Leonard estaba compuesto por el 97.76% blancos, el 0% eran afroamericanos, el 1.35% eran amerindios, el 0% eran asiáticos, el 0% eran isleños del Pacífico, el 0% eran de otras razas y el 0.9% pertenecían a dos o más razas. Del total de la población el 2.24% eran hispanos o latinos de cualquier raza.